# Aws ibn Qal·lam
Aws ibn Qal·lam ibn Batina ibn Jumàyhir al-Lihyaní —àrab: أوس بن قلام بن بطينة بن جميهر اللحياني, Aws b. Qallām b. Baṭīna b. Jumayhir al-Liḥyānī—, més conegut simplement com Aws ibn Qal·lam, fou un suposat rei àrab de Hira, de fora de la tribu dels lakhm. Les fonts li donen diverses pertinences tribals i el situen vers el 360, però és evident que l'interregne havia començat força abans. En aquest període fosc la tradició ha creat alguns noms de reis làkhmides que no són altra cosa que noms dels que res se sap i no es poden comprovar.